# Qosmetic 8
『Qosmetic 8』（コスメティックエイト）は、2021年1月23日からABEMA SPECIALチャンネルで配信されているバラエティ番組である。

## 内容
韓国コスメとメイクにフォーカスを当てたメイクアップショー番組。8人のメイク術にたけたインフルエンサーが韓国コスメを使ったメイク術を競い合う。MCは重盛さと美、りゅうちぇる、菅本裕子が務める。インターネット総合ショッピングモール「Qoo10」を運営するeBay Japan合同会社が企画し提供。番組キャッチフレーズは「メイクのチカラは、無限大。」。

## 出演者

### MC
- 重盛さと美
- りゅうちぇる
- 菅本裕子

### インフルエンサー
- マリリン
- ふてこ
- ギュテ
- ヒョク
- 火将ロシエル
- すうれろ
- なちょす（徳本夏恵）
- MIOCHIN

### ジャッジ
- 朝日光輝（メイクアップアーティスト）
- 鵜飼香子（美容ジャーナリスト）
- 名取瞳（美容師、ヘアメイク）

## スタッフ
- ディレクター：猪俣ユキ[4]
- 総合演出：齋藤建太
- ゼネラルプロデューサー：渡辺立望
- プロデューサー：神田優輝、河崎聡太（イーストファクトリー）、品川一治（トボガン）、堀越領華（トボガン）、鳥居太郎（トリート）
- フロアディレクター：蓑茂健太郎
- アシスタントプロデューサー：成田武拓（イーストファクトリー）、中川佑里（イースト）、高梨奈々恵、桐原雄大（トボガン）
- 企画・キービジュアル：桑原誠尚、ミショー樹梨亜、石橋尭之、狩野美穂
- Q10スタッフ：Kim JaeDon、Chikamatsu Masaki、Rha Inho、Saito Mizuki、Asano Rina、Kim Sungju、Jung JiHye、Higuchi Kanami
- カメラ：清水絵里加、小川亮（Ryo Ogawa、メイクアップショー担当）
- 放送作家：古賀文恵（ベイビープラネット）
- カラリスト：大山泰斗
- 制作協力：イースト・ファクトリー
- 制作著作：AbemaTV[5]